# 正常化 (捷克斯洛伐克)
正常化（捷克語：normalizace）指捷克斯洛伐克历史上，1968年8月华约入侵捷克斯洛伐克之后，一直到1987年后苏联及其邻国推行自由化革命的时代，持续约二十年。“正常化时代”的特点是恢复了1968年初捷克斯洛伐克共產黨第一书记亞歷山大·杜布切克领导的布拉格之春之前的状况，即社會主義專政體制，并随后保持了這個的现状。

## 名词来源
正常化一词出自1968年8月27日签署的《莫斯科议定书》，在1969年捷共中央文件《从捷共十三大以来党内和社会上危机局势发展中吸取教训》中对该阶段目的表述是：
- 在马克思列宁主义基础上恢复党的统一，全面消除社会反社会主义势力的阵地。
- 恢复和加强与苏联和其他“社会主义盟国”（不含谴责苏联入侵捷克斯洛伐克的中国与阿尔巴尼亚）的国际联系，恢复捷克斯洛伐克共产党在国际共产主义运动中的权威。
- 发展和巩固作为社会主义国家的作用。
- 在国民主导的政治体制中，确保党的领导作用，恢复党的社会主义性质。
- 遏制通货膨胀，实现国民经济的逐步巩固。[1]

## 正常化时期的抵抗运动
- 1969年1月19日，查理大学文学院学生扬·帕拉赫在布拉格广场自焚。
- 1969年1月25日，约瑟夫·赫拉瓦蒂在比尔森的托马斯·马萨里克雕像前自焚。
- 1969年8月21日，在华约入侵捷克斯洛伐克一周年之际，在布拉格爆发了反占领示威。
- 1977年，一些政治异见人士发表了七七宪章。作为为捷克斯洛伐克反体制运动的象征
- 1978年8月21日，占领十周年之际，一些布拉格市民身着黑衣走上街头，以示哀悼。

## 分期
一些历史学家将正常化时代的起点视作杜布切克和其他被监禁的捷克斯洛伐克领导人于1968年8月26日签署《莫斯科议定书》 。而另一些历史学家将之追溯到1969年4月17日古斯塔夫·胡萨克取代杜布切克，随后官方正常化政策称为胡萨克主义（Husakism）。
正常化时代的结束要么是1987年12月17日胡萨克被免去党的领导人职务之时，要么是1989年11月17日天鵝絨革命开始之时。一周内，整个共产党领导层辞职，并结束共产党统治。